# Minas (Syria)
Minas (arab. ميناس) – wieś w Syrii, w muhafazie Aleppo, w dystrykcie Ajn al-Arab. W 2004 roku liczyła 680 mieszkańców.